# Onive
Der Onive ist ein Fluss im Osten Madagaskars. Er ist der größte Nebenfluss des Mangoro.

## Verlauf
Der Fluss entspringt im Ankaratra-Massiv. Er fließt zunächst nach Norden, beschreibt aber dann einen weiten Bogen nach Osten. Der Onive mündet in den Mangoro. Die beiden Flüsse fließen vor der Mündung ein Stück im selben Tal aufeinander zu.

## Hydrometrie
Die Durchflussmenge des Onive wurde an der hydrologischen Station Tsinjoarivo bei etwa zwei Drittel des Einzugsgebietes, über die Jahre 1962 bis 1980 gemittelt, gemessen (in m³/s).